# Tavernole sul Mella
Tavernole sul Mella – miejscowość i gmina we Włoszech, w regionie Lombardia, w prowincji Brescia.
Według danych na rok 2004 gminę zamieszkiwało 1330 osób, 70 os./km².